# 早稲田大学仏教青年会
早稲田大学仏教青年会（わせだだいがく ぶっきょうせいねんかい）は、早稲田大学の学生・卒業生・教員等よりなる団体。小野梓が尽力した仏教普及運動の流れを受け継ぐ団体であり、仏教文化の普及と青年仏教徒間の親睦を目的として明治19年（1886年）に創立。特定の宗派には属さない。現在は早稲田大学の公認する「学生の会」のひとつ。

## 歴史
早稲田大学の建学に力を尽くした小野梓（1852年 - 1886年）は熱心な仏教信仰者であり、大内青巒や島地黙雷らと深い親交を結んでいたことで知られる。当時、大内や島地をはじめとする日本の若い仏教徒たちは近代に適応した新しい仏教のかたちを求めて様々な可能性を模索していた。その際、欧米のキリスト教青年会（YMCA）の活動に注目し、仏教においても同様の団体を作り青年仏教徒の組織化に努めようという動きが宗派の枠を越えて広範囲に広がった。こうした背景のもと、創立後まもない東京専門学校（現在の早稲田大学）で小野の主導により仏教講習会が催され、学生の参加者を集めた。のち明治19年（1886年）、小野の死去を契機として、その遺志を継ぐことを目的とする団体が設立され、島地黙雷の命名により「教友會」と名付けられた。これが早稲田大学仏教青年会の前身である。明治20年代以降になると、大学や宗派を単位として青年仏教徒が組織をつくる「仏教青年会運動」が全国的に勃興するが、早稲田における教友會の結成はその先駆をなす動きといえる。京都普通学校（龍谷大学）には明治20年（1887年）、慶應義塾には明治23年（1890年）、帝国大学（東京大学）には大正8年（1919年）、それぞれ仏教青年会またはその前身となる団体が設立されている。竜渓章雄によると、日本におけるこうした仏教青年会のうち、史料上確認できるものとしては早稲田の教友會が最も古いものであるという。また教友會はいわゆる学生団体のはしりであるともいえ、学生運動史の関連からも歴史的な考察の対象となりうる。
教友會はその後大正5年（1916年）から大正12年（1923年）にかけて名称を幾度か変更し、最終的に「早稲田大学仏教青年会」とすることで落ち着いた。以来幾多の浮沈を経ながら存続し、現在に至っている。昭和33年（1958年）以降は、機関誌『久遠』をほぼ毎年発行している。平成22年（2010年）からは、査読付きの研究論文集『久遠』の発行を開始し、学界より高い評価を受けている。

## 歴代会長
歴代の会長と在任期間を示す。
- 第1代 武田豊四郎（たけだ とよしろう）1925年 - ？年
- 第2代 中桐確太郎（なかぎり かくたろう）？年 - 1940年
- 第3代 伊藤康安（いとう こうあん）1941年 - 1959年
- 第4代 伊藤道機（いとう どうき）1960年 - 1970年
- 第5代 島田俊匡（しまだ しゅんきょう）1971年 - 1979年
- 第6代 三崎良周（みさき りょうしゅう）1980年 - 1991年
- 第7代 菅原信海（すがわら しんかい）1992年 - 1995年
- 第8代 福井文雅（ふくい ふみまさ）1996年 - 2004年
- 第9代 岩田孝（いわた たかし）2005年 - 2014年
- 第10代 大久保良峻（おおくぼ りょうしゅん）2015年 - 2024年
- 第11代 山部能宜 (やまべ のぶよし) 2025年 -